# عبد الله بن سعيد
عبد الله بن سعيد بن سعد، ق. 1776، كان شريف من آل زيد، شغل لفترة وجيزة أمير وشريف مكة في مايو 1770.
شقيقه الشريف مساعد أعطاه البيعة له قبل وفاته لكي خليفته المختار. تولى الإمارة بعد وفاة مساعد في 27 محرم 1184 هـ (ج. 23 مايو 1770) وحصل على تنصيب له من قاضي مكة. لكن شقيقه الشريف أحمد، والذي كان يرغب في الإمارة لنفسه، خلع عبد الله وعين نفسه أميرا. مات عبد الله بعد ست سنوات.